# Blerim Krasniqi
Blerim Krasniqi (Kavajë, 5 luglio 1996) è un calciatore albanese, attaccante del Drita.

## Biografia
Ha un fratello più piccolo, Jeton, anch'egli calciatore, che gioca nel Tërbuni Pukë.

## Carriera

### Club
Il 13 agosto 2020 viene acquistato a titolo definitivo dalla squadra albanese del Teuta.

### Nazionale
Ha giocato nella nazionale albanese Under-19.

## Statistiche

### Presenze e reti nei club
Statistiche aggiornate al 18 dicembre 2022.
| Stagione             | Squadra              | Campionato           | Campionato | Campionato | Coppe nazionali | Coppe nazionali | Coppe nazionali | Coppe continentali | Coppe continentali | Coppe continentali | Altre coppe | Altre coppe | Altre coppe | Totale | Totale |
| Stagione             | Squadra              | Comp                 | Pres       | Reti       | Comp            | Pres            | Reti            | Comp               | Pres               | Reti               | Comp        | Pres        | Reti        | Pres   | Reti   |
| -------------------- | -------------------- | -------------------- | ---------- | ---------- | --------------- | --------------- | --------------- | ------------------ | ------------------ | ------------------ | ----------- | ----------- | ----------- | ------ | ------ |
| 2012-2013            | Besa Kavajë          | KS                   | 1          | 0          | CA              | 0               | 0               | -                  | -                  | -                  | -           | -           | -           | 1      | 0      |
| 2013-2014            | Besa Kavajë          | KP                   | 0          | 0          | CA              | 2               | 1               | -                  | -                  | -                  | -           | -           | -           | 2      | 1      |
| 2014-2015            | Besa Kavajë          | KP                   | 13         | 1          | CA              | 1               | 0               | -                  | -                  | -                  | -           | -           | -           | 14     | 1      |
| Totale Besa Kavajë   | Totale Besa Kavajë   | Totale Besa Kavajë   | 14         | 1          |                 | 3               | 1               |                    | -                  | -                  |             | -           | -           | 17     | 2      |
| 2015-2016            | Apolonia Fier        | KP                   | 19         | 4          | CA              | 4               | 0               | -                  | -                  | -                  | -           | -           | -           | 23     | 4      |
| 2016-2017            | Apolonia Fier        | KP                   | 25         | 9          | CA              | 3               | 0               | -                  | -                  | -                  | -           | -           | -           | 28     | 9      |
| 2017-gen. 2018       | Apolonia Fier        | KP                   | 11         | 10         | CA              | 2               | 2               | -                  | -                  | -                  | -           | -           | -           | 13     | 12     |
| Totale Apolonia Fier | Totale Apolonia Fier | Totale Apolonia Fier | 55         | 23         |                 | 9               | 2               |                    | -                  | -                  |             | -           | -           | 64     | 25     |
| gen.-giu. 2018       | Skënderbeu           | KS                   | 9          | 1          | CA              | 3               | 0               | -                  | -                  | -                  | -           | -           | -           | 12     | 1      |
| 2018-2019            | Skënderbeu           | KS                   | 29         | 6          | CA              | 4               | 1               | -                  | -                  | -                  | SA          | 1           | 0           | 34     | 7      |
| 2019-2020            | Skënderbeu           | KS                   | 32         | 8          | CA              | 2               | 0               | -                  | -                  | -                  | -           | -           | -           | 34     | 8      |
| Totale Skënderbeu    | Totale Skënderbeu    | Totale Skënderbeu    | 70         | 15         |                 | 9               | 1               |                    | -                  | -                  |             | 1           | 0           | 80     | 16     |
| 2020-2021            | Teuta                | KS                   | 34         | 4          | CA              | 3               | 0               | UEL                | 2                  | 1                  | SA          | 1           | 0           | 40     | 5      |
| lug.-ago. 2021       | Teuta                | KS                   | 0          | 0          | CA              | 0               | 0               | UCL+UECL           | 0+1                | 0                  | SA          | 0           | 0           | 1      | 0      |
| Totale Teuta         | Totale Teuta         | Totale Teuta         | 34         | 4          |                 | 3               | 0               |                    | 3                  | 1                  |             | 1           | 0           | 41     | 5      |
| 2021-2022            | Gjilani              | SL                   | 35         | 9          | CK              | 2               | 0               | -                  | -                  | -                  | -           | -           | -           | 37     | 9      |
| lug.-ago. 2022       | Gjilani              | SL                   | 0          | 0          | CK              | 0               | 0               | UECL               | 2                  | 1                  | -           | -           | -           | 2      | 1      |
| Totale Gjilani       | Totale Gjilani       | Totale Gjilani       | 35         | 9          |                 | 2               | 0               |                    | 2                  | 1                  |             | -           | -           | 39     | 10     |
| 2022-2023            | Mioveni              | L1                   | 14         | 2          | CR              | 3               | 0               | -                  | -                  | -                  | -           | -           | -           | 17     | 2      |
| Totale carriera      | Totale carriera      | Totale carriera      | 222        | 54         |                 | 29              | 4               |                    | 5                  | 2                  |             | 2           | 0           | 258    | 60     |

## Palmarès

### Club

#### Competizioni nazionali
- Campionato albanese: 1

Teuta: 2020-2021
- Supercoppa d'Albania: 1

Teuta: 2020
- Campionato kosovaro: 1

Drita: 2024-2025